# Pronounced Jah-Nay
A Pronounced Jah-Nay című album az amerikai R&B női együttes Zhané első stúdióalbuma, mely 1994. február 15.-én jelent meg a Motown Records kiadónál. Az album producerei, és a dalok írója a Naughty by Nature együttes tagjai voltak.
Az album a 37. helyezett volt az amerikai Billboard 200-as listán. Az album 1996. októberében platina helyezést kapott az 1 millió eladott példányszám alapján az Egyesült Államokban.

## Megjelenés és kritikák
Az album a 37. helyen nyitott az amerikai Billboard 200-as albumlistán és 8. helyezés volt az R&B albumlistán. Az album arany státuszt kapott 1994. áprilisában, és platina helyezést 1996. októberében.
Jose F. Promis az AllMusictól a 90-es évek egyik legjobb R&B albumának ítélte a lemezt.

## Slágerlista

### Album
| Slágerlista (1994)                 | Legjobb helyezések |
| ---------------------------------- | ------------------ |
| Ausztrália Australian Albums Chart | 50                 |
| Egyesült Királyság UK Albums Chart | 89                 |
| U.S. Billboard 200                 | 37                 |
| U.S. R&B Albums                    | 8                  |

### Kislemezek
| Év   | Dal                | Legjobb slágerlistás helyezés | Legjobb slágerlistás helyezés      | Legjobb slágerlistás helyezés           | Legjobb slágerlistás helyezés         | Legjobb slágerlistás helyezés | Legjobb slágerlistás helyezés |
| Év   | Dal                | U.S. Billboard Hot 100        | U.S. Dance Music/Club Play Singles | U.S. Hot Dance Music/Maxi-Singles Sales | U.S. Hot R&B/Hip-Hop Singles & Tracks | U.S. Rhythmic Top 40          | U.S. Top 40 Mainstream        |
| ---- | ------------------ | ----------------------------- | ---------------------------------- | --------------------------------------- | ------------------------------------- | ----------------------------- | ----------------------------- |
| 1993 | "Hey Mr. D.J."     | 6                             | 2                                  | 1                                       | 3                                     | 2                             | 16                            |
| 1994 | "Groove Thang"     | 17                            | 13                                 | 1                                       | 2                                     | 4                             | 33                            |
| 1994 | "Sending My Love"  | 40                            | —                                  | 16                                      | 5                                     | 26                            | —                             |
| 1994 | "Vibe"             | 119                           | —                                  | 14                                      | 33                                    | —                             | —                             |
| 1995 | "You're Sorry Now" | —                             | —                                  | —                                       | 38                                    | —                             | —                             |

"—" nem volt slágerlistás helyezés.

## Az album dalai
|     | Cím                  | Szerző(k)                                         | Hossz |
| --- | -------------------- | ------------------------------------------------- | ----- |
| 1.  | Hey Mr. D.J.         | Kaygee Gist, Zane Grey, Neufville, Ware           | 4:11  |
| 2.  | Intro (Interlude)    | Kaygee                                            | 0:35  |
| 3.  | Vibe                 | Naughty by Nature, Neufville, Temperton           | 3:30  |
| 4.  | Sending My Love      | Naughty by Nature, Neufville                      | 3:41  |
| 5.  | Sweet Taste of Love  | Neufville                                         | 3:50  |
| 6.  | Changes              | Neufville                                         | 4:44  |
| 7.  | You're Sorry Now     | Naughty by Nature, Neufville                      | 4:41  |
| 8.  | Love Me Today        | Neufville                                         | 5:25  |
| 9.  | Off My Mind          | Neufville                                         | 4:24  |
| 10. | La La La             | Neufville, Norris                                 | 5:29  |
| 11. | Groove Thang         | Brown, Mims, Naughty by Nature, Neufville, Rushen | 3:55  |
| 12. | For a Reason         | Norris                                            | 6:56  |
| 13. | Hey Mr. D.J. (Remix) | Grey, Kay Gee, Neufville, Ware                    | 5:13  |